# 贡斋密县
贡斋密县，一译近知名县，是柬埔寨波萝勉省下辖的一个县。
据1998年人口普查，此县共有71,284人。